# サンデーショック
サンデーショックは、東京都や神奈川県の主に私立中学入試における用語。両都県における私立中学校一般入試の開始日である2月1日が日曜日に重なった年に限り、一部のミッションスクールが、例年2月1日に実施する入学試験を別日に変更することと、それに伴い例年と併願受験のスケジュール等が変わり、一部の受験生に影響が出る事象を指す。2月2日や2月3日が日曜日と重なった場合も類似の影響が発生し、これをプチサンデーショックと呼ぶ場合もある。

## ミッションスクールにおける入試日の変更
東京都・神奈川県では、一部の帰国子女入試を除き、毎年2月1日が私立中学校の一般入試開始日となっており、特に難関校の入試は2月1日に集中している。一方、一部のミッションスクールでは、例年の入試日が日曜日に当たった年に、日曜礼拝や安息日等の宗教上の理由から入試日を変更することがある。
実際に2月1日が日曜日だった2009年や2015年の例では、東京都では女子学院・東洋英和女学院・立教女学院など、神奈川県ではフェリス女学院・横浜共立学園・横浜雙葉・清泉女学院などが2月2日に入試日を変更した。また、2月2日が日曜日だった2020年の例では、青山学院や東洋英和女学院などが2月3日に入試日を変更した。こうした入試日変更を行う学校には女子校が多いため、影響を受けるのは女子受験生が中心となる。なお、例示した学校は一口にミッションスクールとは言っても、女子学院・フェリスは長老派、横浜雙葉・清泉女学院はカトリック、東洋英和・青山学院はメソジスト、立教女学院は聖公会、横浜共立は超教派の米国婦人一致外国伝道協会と、ルーツとなった教派は様々であり、日曜日の入試実施を避けるかは教派で一定しているわけではない。

## 影響
上述したような入試日の移動は、その中学校の競合校や併願受験候補校など、キリスト教にゆかりのない中学校まで含め影響を及ぼす。
「サンデーショック」で代表的なのは、俗に「女子御三家」と総称される桜蔭・女子学院・雙葉の事例である。例年、3校の一般入試はいずれも2月1日午前の1回のみ実施されるため、3校間での併願受験は不可能である。ただし2月1日が日曜日である年に限り、女子学院は過年度2日に入試日をずらしたため、「桜蔭と女子学院」「雙葉と女子学院」の併願受験が可能となる。このため、例年は3校に分散される受験生の乗り入れが行われ、3校とも出願者数の増加が発生する。右表1は、2月1日が日曜日であった2015年「サンデーショック」前後での女子御三家出願者数の推移をまとめたものである。
また「サンデーショック」により、1日から2日に多くの学校が移動して来ることで特に女子受験生は分散し、従来2月2日に入試を実施していた学校では、出願者数が減少する傾向が見られた。右表2は、東京都・神奈川県で2月2日が入試日の女子難関校の出願者数の推移をまとめたものである（2日午後入試を除く）。
2月2日に入試日を変更する学校との競合を避けるため、逆に例年2日に入試を実施している学校が1日に入試日を変更する場合もある。神奈川（横浜）女子御三家と総称されるフェリス・横浜共立・横浜雙葉は、2月1日が日曜日の場合に3校とも2日に入試日を移動するが、2015年では、この3校からの併願受験者が多い鎌倉女学院、湘南白百合学園が、元々2日に実施している入試を1日に移動させた。

## 過去のカレンダー
| 事象                 | 2/1  | 2/2  | 2/3  | 該当年                                               |
| -------------------- | ---- | ---- | ---- | ---------------------------------------------------- |
| サンデーショック     | 日曜 | 月曜 | 火曜 | 1981、1987、1998、2004、2009、2015、2026、2032、2037 |
| プチサンデーショック | 土曜 | 日曜 | 月曜 | 1986、1992、1997、2003、2014、2020                   |
| プチサンデーショック | 金曜 | 土曜 | 日曜 | 1980、1985、1991、2002、2008、2013、2019             |

## 高校入試での「サンデーショック」
例年の入試日が日曜日のため一部の学校で入試日がずれるという事象は、中学入試だけでなく高校入試でも起きている。
首都圏においては、2023年は2月12日が日曜日だったため、私立一般入試において、前年まで12日を入試日としていた青山学院は11日にずらし、早大学院や慶應志木2次、中大高校と競合した。また、明大明治か明大中野との併願が可能だった。